# Myrcia chytraculia
Myrcia chytraculia là một loài thực vật có hoa trong Họ Đào kim nương. Loài này được (L.) Sw. mô tả khoa học đầu tiên năm 1788.